# Vulcano Brothers
Il vulcano Brothers è vulcano sottomarino presso le isole Kermadec, nell'oceano Pacifico, a 340 km a N-E di Whakaari, un'isola appartenente alla Nuova Zelanda.

## Descrizione
La forma della struttura vulcanica è ovale e misura 13 km di lunghezza per 8 km di larghezza, con una caldera di 3 km di diametro. Un duomo di dacite si alza a 350 m dal fondo della caldera e svetta a 1500 m sotto al livello del mare. Un duomo più piccolo lo affianca a N-E. Sono presenti, sulle pareti del cratere e del duomo più alto, numerose bocche idrotermali che emettono, da fumarole nere alte 8 metri, acqua calda fino a 750 m più su nella colonna d'acqua. Si tratta del vulcano più attivo dal punto di vista idrotermale di tutto l'arco delle Kermadec.
Le fumarole nere ospitano numerosi organismi unici, come vermi marini o batteri dei quali beneficia l'economia della Nuova Zelanda e l'industria biotecnologica.
Il vulcano si è creato con la subduzione della placca pacifica sotto la placca australiana.
La data dell'ultima eruzione del vulcano Brothers non è nota, ma le pareti del cratere hanno tracce di un'eruzione tanto esplosiva da far esplodere la caldera. Una prima spedizione statunitense, neozelandese e tedesca ha cartografato nei dettagli il vulcano nel 2007. Nel 2011, un'altra spedizione che ha coinvolto un team internazionale, ha sfruttato robot sottomarini per raccogliere dati su tutti i vulcani dell'arco delle Kermadec, fra cui il vulcano Brothers

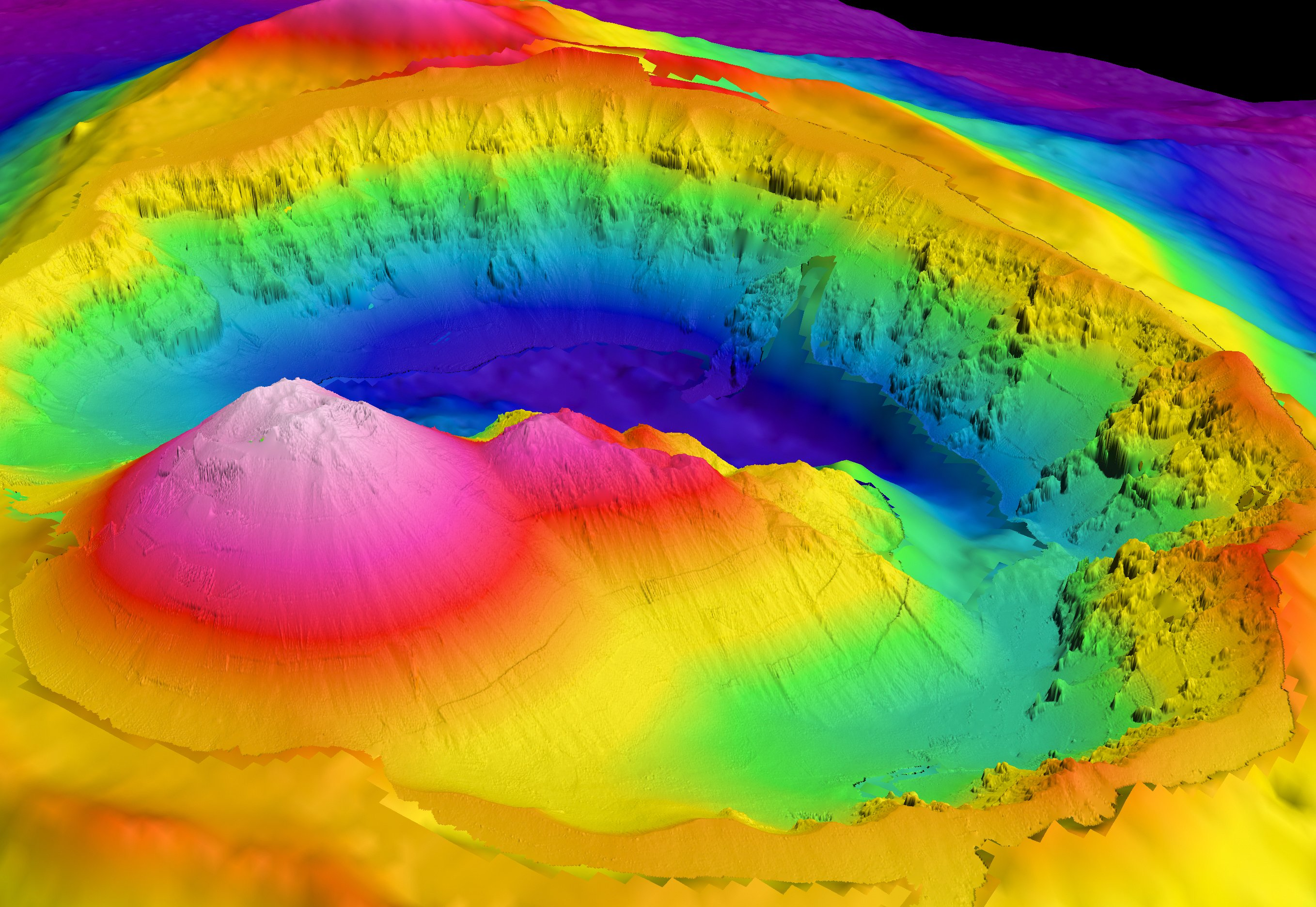
La caldera del vulcano, con i suoi due duomi di dacite
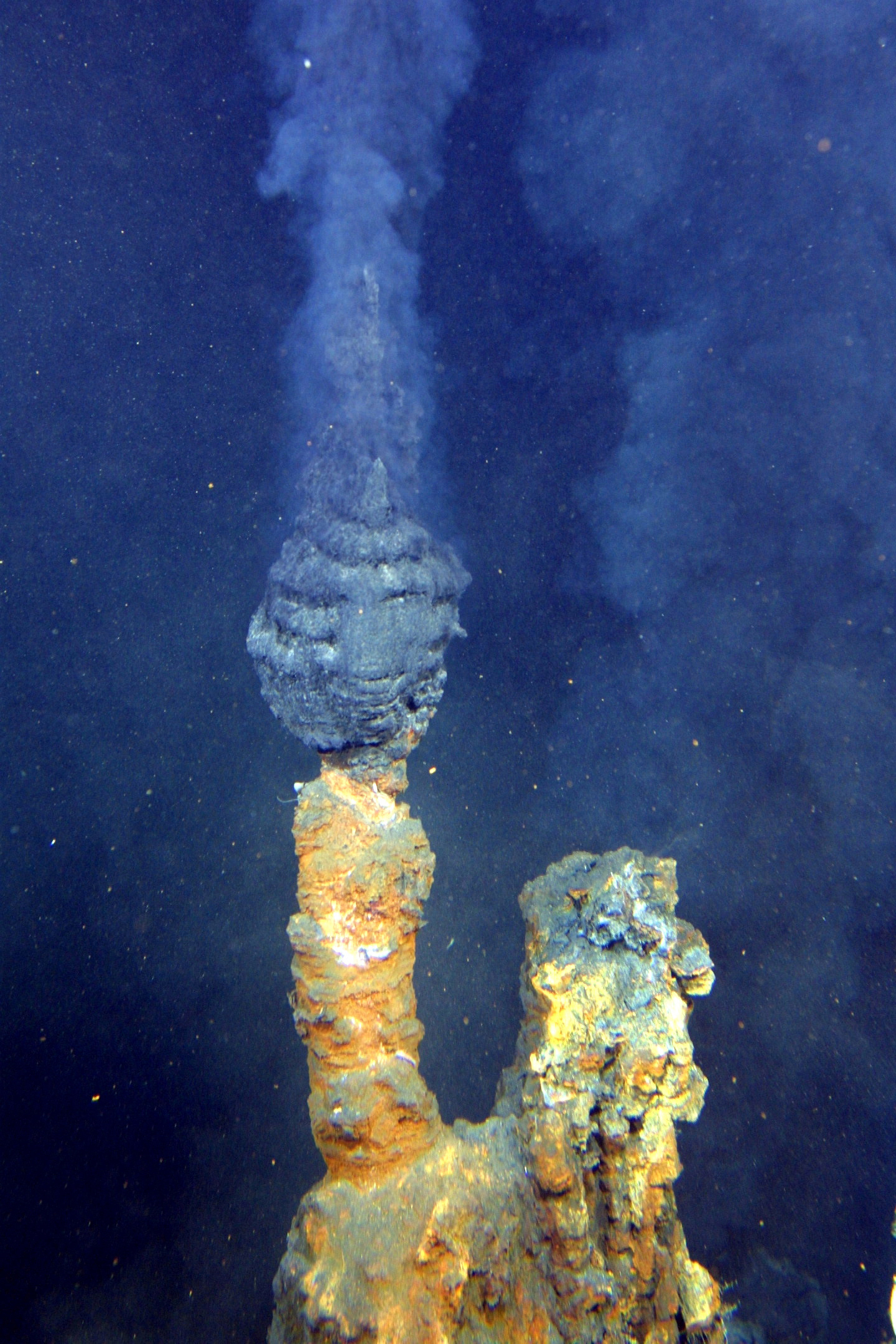
Fumarole nere del Brothers